# Iizuka Mayumi
Iizuka Mayumi (飯塚 雅弓 Phạn Trũng Nhã Cung, sinh ngày 3 tháng 1, 1977) là một diễn viên lồng tiếng và ca sĩ J-pop người Nhật sinh ra tại Tōkyō, lớn lên tại Đài Loan và Yokohama, tốt nghiệp khoa Luật của Đại học Hosei. Iizuka là thành viên của Gekidan Wakakusa và Tokuma Shoten. Vai diễn đáng chú ý nhất của cô là Kasumi trong sê-ri Pokémon, Kumashiro Sakuya trong Tenchi in Tokyo và Tron Bonne trong Rockman DASH.
Giữa tháng 8 năm 2010, cô tham dự buổi Triển lãm trò chơi máy tính và anime Thẩm Dương 2010 (tiếng Trung: 2010中国沈阳第二届动漫电玩博览会) ở Thẩm Dương, Trung Quốc, và trình bày một số ca khúc tại đó.

## Vai diễn nổi bật

### TV anime
- Akahori Gedou Hour Rabuge (Anne Ante Hime [tập 12-13])
- Asobotto Senki Gokū (Suzie)
- Buzzer Beater 2005 and 2007 (Eddie)
- Chance: Triangle Session (Akari Mizushima)
- Fancy Lala (Anna Nozaki)
- Fresh Pretty Cure! (Miyuki Chinen)
- Futari wa Pretty Cure (Yuka Odajima [tập 16])
- Gate Keepers (Reiko Asagiri)
- Glass Mask 2005 (Mai Asou)
- Haunted Junction (Kagamiko)
- Heat Guy J (Rumi)
- I'm Gonna Be An Angel! (Miruru)
- Jing: King of Bandits (Stir)
- Kanon 2002 và 2006 (Sawatari Makoto)
- Kindaichi Case Files (Reika Hayami)
- Magic User's Club (Nanaka Nakatomi)
- Pokémon (Kasumi, Pippi, Pixie)
- Nagasarete Airantō (Panako)
- Princess Nine (Yoko Tokashiki)
- Shikabane Hime: Aka (Kun Osaki [tập 4])
- Sorcerous Stabber Orphen (Cleao Everlasting)
- St. Luminous Mission High School (Noriko Kijima)
- Star Ocean EX (Rena Lanford)
- Tenchi in Tokyo (Sakuya Kumashiro)
- To Heart (Aoi Matsubara)
- Tokyo Underground (Rayon)
- UFO Ultramaiden Valkyrie (Raine)
- Violinist of Hameln (Flute)
- Virus Buster Serge (Erika Tinen)
- The Vision of Escaflowne (Yukari Uchida, Millerna Aston)
- Weiß Kreuz (Kaori)
- xxxHolic (Mie [tập 13])
- You're Under Arrest! mùa hai (Saori Saga)

### OVA
- Geobreeders (Maya)
- Glass Mask (Sayaka Minazuki)
- Hyper Doll (Mew Fumizuki)
- Slayers Excellent (Marty Lenford)
- Tenbatsu! Angel Rabbie (Lasty Farson)
- You're Under Arrest! No Mercy! (Sally)

### Phim
- Catnapped! (Chuchu)
- Escaflowne (Sora, Yukari Uchida)
- Junkers Come Here (Kazuko)
- Only Yesterday (Tsuneko Tani)
- Phim Pokémon (Kasumi)
- Whisper of the Heart (Kinuyo)

### Trò chơi điện tử
- Gate Keepers (Reiko Asagiri)
- Gyakuten Saiban (Chihiro Ayasato)
- Kanon (Sawatari Makoto)
- Marvel vs. Capcom 2: New Age of Heroes (Tron Bonne)
- Marvel vs. Capcom 3: Fate of Two Worlds (Tron Bonne)
- The Misadventures of Tron Bonne (Tron Bonne)
- Namco × Capcom (Tron Bonne)
- ONE ~Kagayaku Kisetsu e~ (Nagamori Mizuka)
- Rockman DASH (Tron Bonne)
- Rockman DASH 2 (Tron Bonne)
- Sorcerous Stabber Orphen (Cleao Everlasting)
- Super Robot Taisen OG Saga: Endless Frontier (Kyon Feulion, Koma)
- Super Smash Bros. Brawl (Jirachi)
- To Heart (Aoi Matsubara)
- True Love Story 2 (Sanae Miyama)

## Danh sách đĩa nhạc (với vai trò ca sĩ)

### Đĩa đơn
1. Akuseru (アクセル / Accele < Accelerator), 1997
2. Love Letter, 1999
3. Caress/Place to Be, 2000
4. My Wish, 2000
5. Yasashi Migite (やさしい右手 / A Tender Right Hand), 2002
6. Koi no Iro (恋の色 / Color of Love), 2002
7. Kikaseteyo Kimi no Koe (聴かせてよ君の声 / Give Me the Sound of Your Voice), 2002
8. Pure, 2003
9. Amulet, 2004
10. TRUST - Kimi to Aruku Mirai - (TRUST～君と歩く未来～), 2011

### Album (đầy đủ)
1. Kataomoi (かたおもい / The Unrequited Love), 1997
2. Mint to Kuchibue (ミントと口笛 / Mint and a Whistle), 1998
3. So Loving, 1999
4. Aeris, 2000
5. Himawari (ひまわり / Sunflowers), 2001
6. Niji no Saku Basho (虹の咲く場所 / A Place in the Bloom of a Rainbow), 2002
7. Smile×Smile, 2003 - Sản xuất bởi Tore Johansson
8. Infinity, 2004
9. Mine, 2005
10. 10Love, 2006
11. Crystal Days, 2007
12. Stories, 2008
13. Fight!!, 2009
14. Kimi e... (君へ。。。 / To You...), 2009

### Mini-album
1. Fly Ladybird Fly, 1998
2. 23Degrees, 2004
3. Purezento (プレゼント / The Present), 2005

### Best album
1. Berry Best, 2001
2. Bestrawberry, 2005